# Marga Petersen
Marga Petersen (Bremen, 18 september 1919 — Ottersberg, 22 september 2002) was een Duits atlete.
Op de Olympische Zomerspelen van Helsinki in 1952 liep Petersen met het Duits estafette-team op de 4 × 100 meter estafette naar een zilveren medaille. Ook liep ze individueel de 100 meter sprint.
- Gemeinsame Normdatei: 1034920502
- Virtual International Authority File: 301540839